# Премия памяти Шиллера

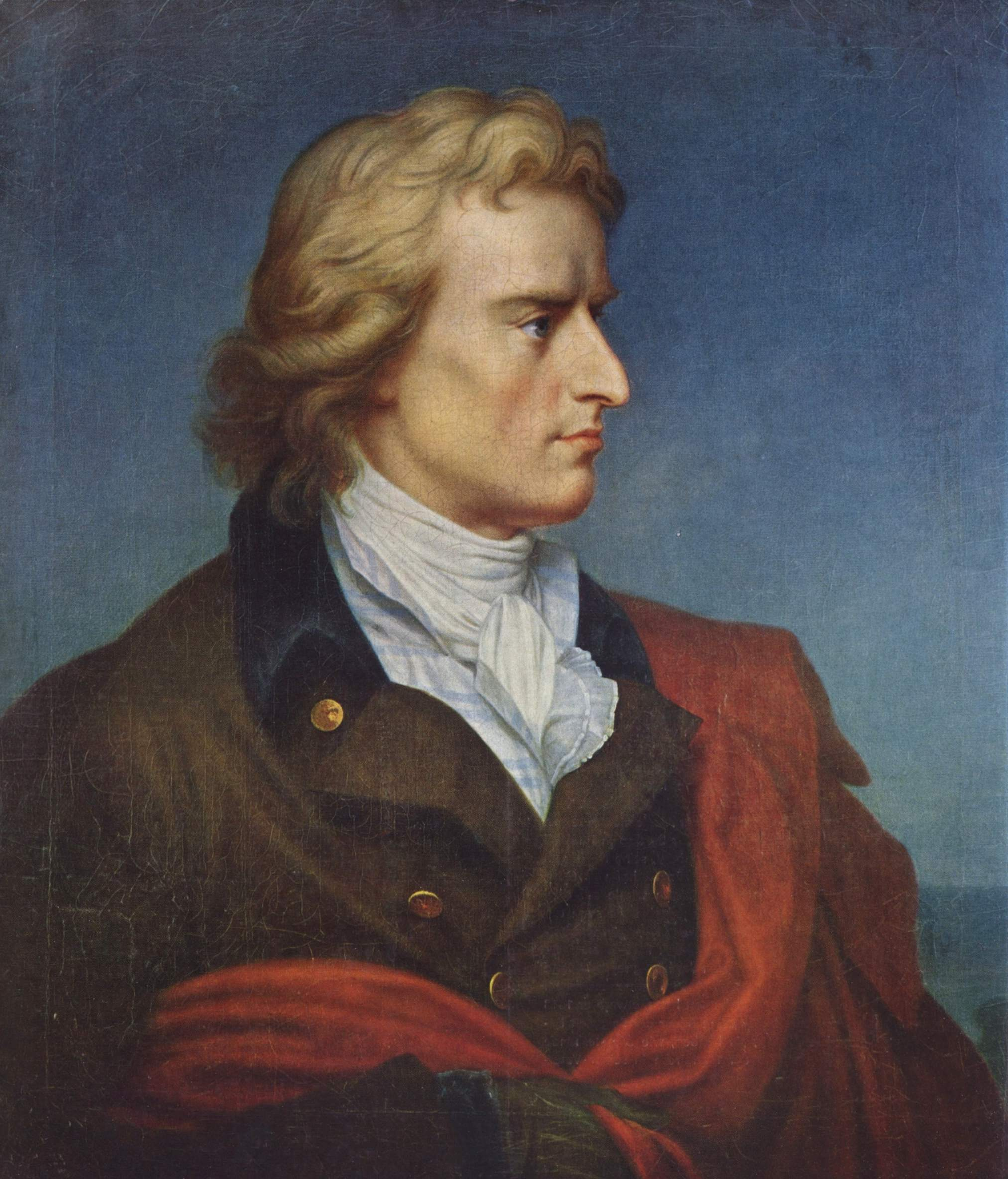
Фридрих Шиллер

Премия памяти Шиллера (нем. Der Schiller-Gedächtnispreis) — литературная премия земли Баден-Вюртемберг (ФРГ).
Мемориальная премия Шиллера основана в 1955 году. Вручение премии сначала проводилось 10 ноября, в день рождения Фридриха Шиллера, раз в два года, а с 1959 года — каждые три года. Сумма вознаграждения ныне составляет 25 000 евро.
Премию присуждают за выдающиеся достижения в области немецкоязычной литературы и гуманитарных наук, за отдельные произведения или сборники. Кроме того, предусмотрены две поощрительные премии по 7 500 евро каждая для поощрения молодых драматургов.

## Лауреаты премии
- 1955 — Рудольф Касснер
- 1957 — Рудольф Панвиц
- 1959 — Вильгельм Леманн
- 1962 — Вернер Бергенгрюн
- 1962 — Хайнар Кипхардт
- 1965 — Макс Фриш
- 1968 — Гюнтер Айх
- 1971 — Герхард Шторц
- 1974 — Эрнст Юнгер
- 1977 — Голо Манн
- 1980 — Мартин Вальзер
- 1983 — Криста Вольф
- 1986 — Фридрих Дюрренматт
- 1989 — Кете Гамбургер
- 1992 — Фолькер Браун
- 1995 — Петер Хандке
- 1998 — Ханс Йоахим Шедлих
- 2001 — Александр Клуге
- 2004 — Кристоф Хайн
- 2007 — Бото Штраус
- 2010 — Танкред Дорст
- 2013 — Райнальд Гёц
- 2016 — Рор Вольф